# Teatrul Național Ivan Franko din Kiev

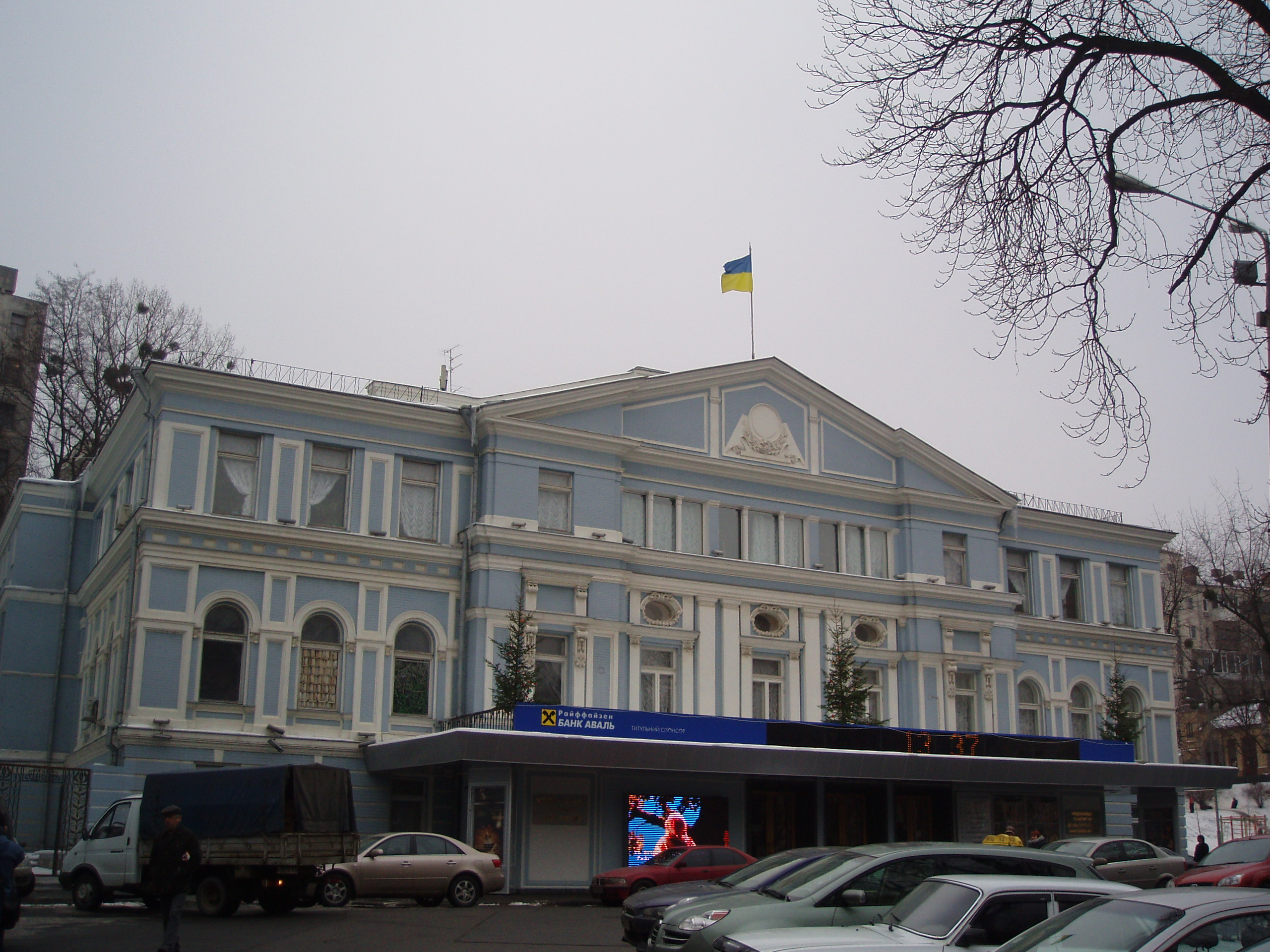
Teatrul Național Ivan Franko

Teatrul Academic Național Ivan Franko este un teatru ucrainean din Kiev.
Clădirea teatrului a fost construită în anul 1898 de către Eduard Bradtman și G. Șleifer pentru trupa de actori a lui Nikolai Solovțov (mai cunoscută ca Teatrul Solovțov).
Teatrul a fost înființat în 1920 la Vinița sub numele de Teatrul Franko din Vinița, dar în 1926 s-a mutat de la Harkov la Kiev. În timpul celui de-al Doilea Război Mondial (1941-1944) a fost evacuat la Semipalatinsk (Semei) și Tașkent. Cu excepția acelei perioade, teatrul a fost adăpostit din 1926 de clădirea fostului teatru Solovțov. Trupa inițială a teatrului Solovțov a fost desființată, în timp ce unii dintre membrii săi au fondat Teatrul de Dramă Rus și s-a mutat în clădirea teatrului Bourgogne.
Teatrul este situat într-o zonă verde din apropierea străzii Bankova, în apropierea clădirii administrației prezidențiale a Ucrainei.